# Контейнер (программирование)
Конте́йнер в программировании — тип, позволяющий инкапсулировать в себе объекты других типов. Контейнеры, в отличие от коллекций, реализуют конкретную структуру данных.
Среди «широких масс» программистов наиболее известны контейнеры, построенные на основе шаблонов, однако существуют и реализации в виде библиотек (наиболее широко известна библиотека GLib). Кроме того, применяются и узкоспециализированные решения. Примерами контейнеров в C++ являются контейнеры из стандартной библиотеки (STL) — map, vector и др. В контейнерах часто встречается реализация алгоритмов для них.